# Chris Soumokil
Chris Soumokil (né le 13 octobre 1905 à Surabaya, Java oriental, Indes orientales néerlandaises et mort exécuté en 1966) fut le président de l'autoproclamée république des Moluques du Sud.

## Biographie
Son père était des Moluques et sa mère indonésiano-européenne, avec des ascendances chinoises, javanaises et européennes.
Il étudia à l'université de Leyde avant de retourner dans les Indes orientales néerlandaises en 1935 et d'y être juriste. Entre mai 1947 et février 1950, il servit quatre fois de ministre de la justice pour l'État de l'Indonésie orientale. En avril 1950, il proclama la république des Moluques du Sud et en devint le président. Après la riposte victorieuse de la république d'Indonésie, il s'enfuit pour Céram où il mena une guérilla avant d'être arrêté en 1963, puis exécute sur ordre de Soeharto le 12 avril 1966.

## Photographies

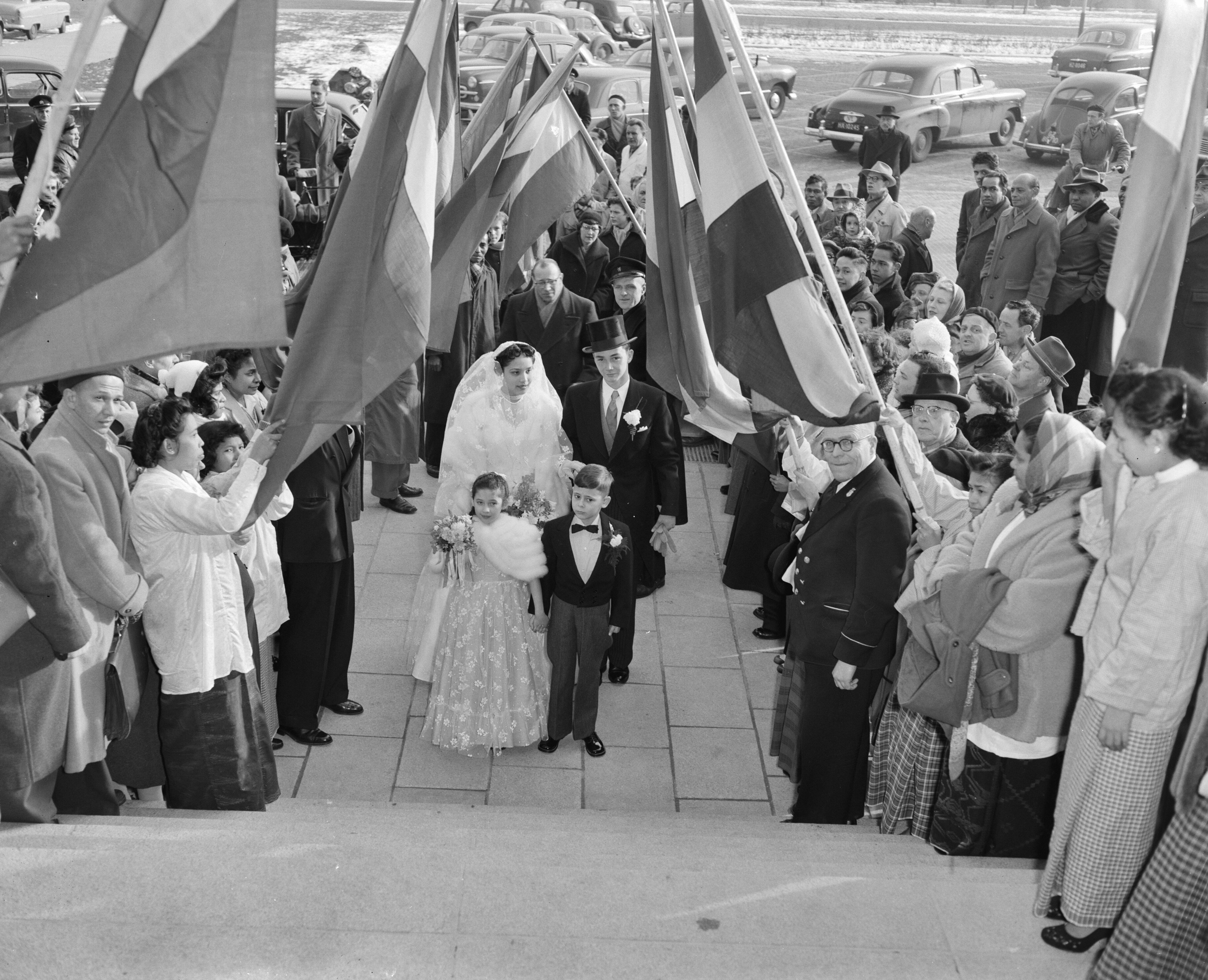
Mariage de sa fille en 1955. Harry Pot / Anefo.
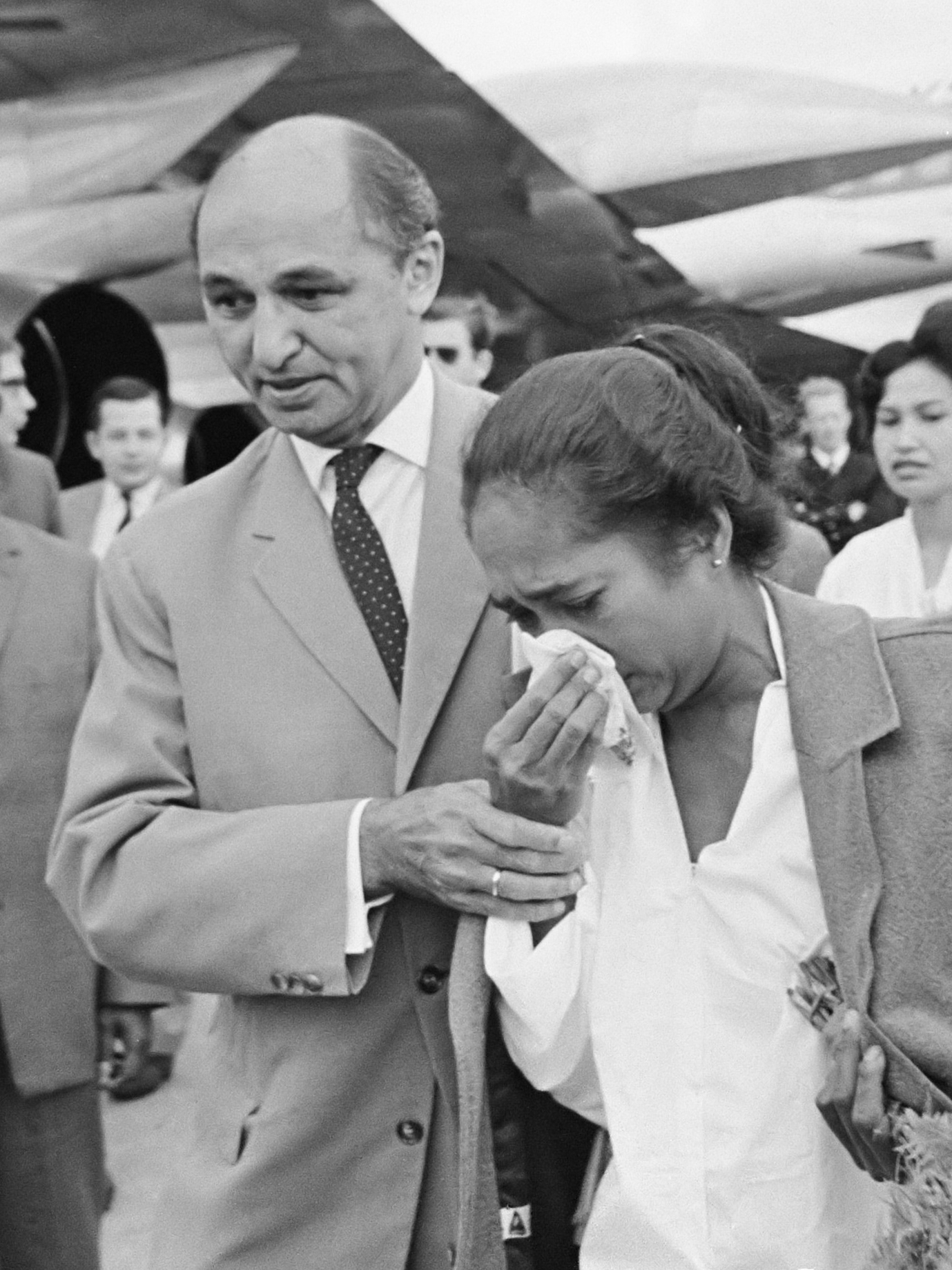
Arrivée en juillet 1966 de Josina Soumokil-Taniwel à l'aéroport d'Amsterdam-Schiphol peu après l'annonce de l'exécution de son mari. Elle est accompagnée de Johan Manusama (en), président en exil de la république des Moluques du Sud.. Ron Kroon / Anefo
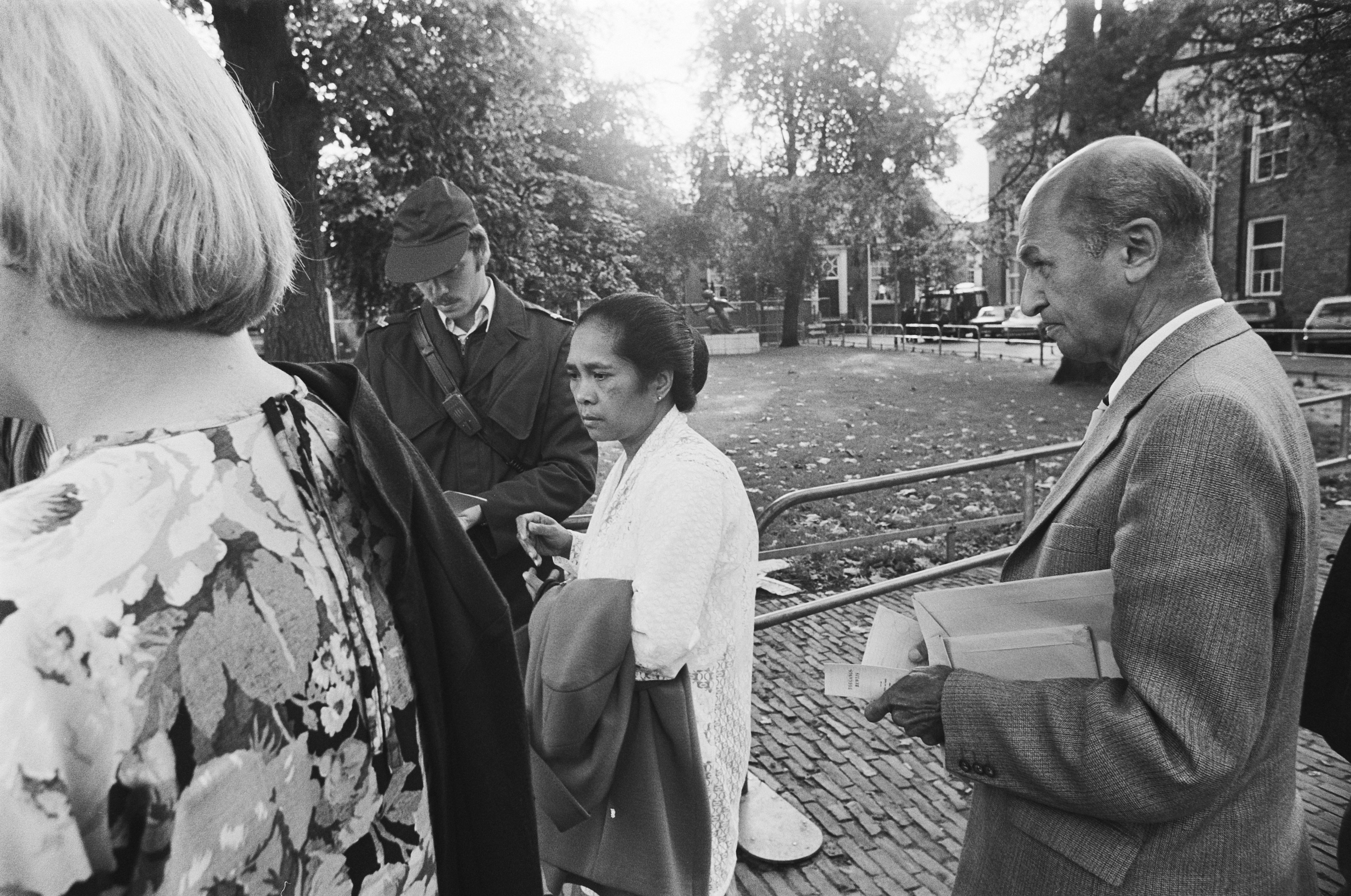
Sa veuve, Josina Soumokil-Taniwel et Johan Manusama (en) à Assen en 1977 au procès de séparatistes Moluquois qui avaient effectué une prise d'otage dans un train. Koen Suyk / Anefo